# Conversio Bagoariorum et Carantanorum
O obrácení Bavorů a Korutanců (jiné názvy: O obrácení Bavorů a Korutanců na víru nebo Spis o obrácení Bavorů a Korutanců nebo Spis o pokřtění Bavorů a Karantánců či Obrácení Bavorů a Karantánů; často s výměnou Karantánců (Karantánie) za Korutánců latinsky Conversio Bagoariorum et Carantanorum, Libellus de conversione Bagoariorum et Carantanorum, De conversione Bagoariorum et Carantanorum Libellus; zkráceně Konverze, Conversio) je franská kronika z 9. století, ve které blíže neznámý salcburský kněz popisuje misionářské aktivity salcburského arcibiskupství v Karantánii, Panonii a Nitransku od období biskupa Ruperta na začátku 8. století (tj. kolem roku 700) po rok 870.

## Rok vzniku
Napsaná byla v roce 871 nebo někdy v letech 871–872 (podle Kroniky Slovenska na počátku 80. let 9. století ).
Jako argument pro rok 871 se mimo jiné uvádí, že autor Conversia napsal podle datování v závěru svého díla 75 let po přidělení panonského území k Salcburské diecézi: 796 + 75 = 871

## Účel
Kniha vznikla asi v Salcburku jako obranný spis, který měl dokázat nárok salcburského arcibiskupa Adalwina na navrácení území Panonie do jeho jurisdikce poté, co byla Panonie kolem roku 870 přidělena Metodějovi. Zároveň je myšlena jako útok proti celé byzantské misijní činnosti a proti slovanské liturgii.

## Části
Má tyto části:
- 1. výklad o pokřtěni Bavorů na pozadí životopisu sv. Ruperta (kapitoly 1–3)
- 2. dějiny Slovanů v Karantánii od 7. století až po období života autora Conversia, přičemž základ výkladu tvoří období knížete Pribiny, Kocela a Metoděje (kapitoly 3–13)

## Význam pro historiografie
Je významným zdrojem na dějiny celého východoalpského prostoru.
Ze slovenských dějin je významným zdrojem o Pribinovi a Kocelovi. Představuje jediný soudobý doklad o postavení kostela v Nitře. Informuje o vzniku Velké Moravy spojením Moravského a Nitranského knížectví vyhnáním Pribiny Mojmírem z Nitry.